# Secure Shell Filesystem

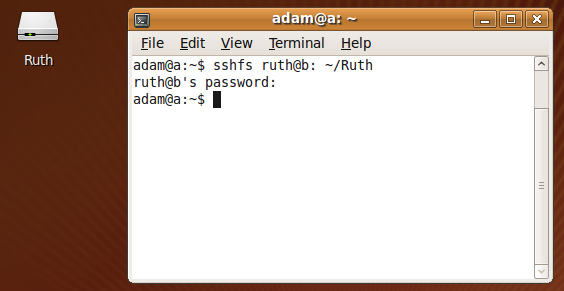

Secure SHell FileSystem (SSHFS) es un sistema de archivos para Linux (y otros sistemas operativos con una implementación FUSE, tal como en Mac OS X), que opera sobre archivos en una computadora remota usando un entorno seguro de acceso. En la computadora local donde se monta SSHFS, la implementación hace uso del módulo del kernel FUSE. Los efectos prácticos de esto es que el usuario final puede interactuar amigablemente con archivos remotos estando en un servidor SSH,viéndolos como si estuvieran en su computadora local. En la computadora remota se utiliza el subsistema SFTP de SSH.
La implementación actual de SSHFS usando FUSE es una versión reescrita de la anterior, realizada por Miklos Szeredi, quien también escribió FUSE.
SSHFS también se utiliza en FreeBSD debido a la disponibilidad de FUSE en esta plataforma. 
Para Mac OS X, Google lanzó MacFUSE y un binario de SSHFS. MacFusion ofrece un GUI para MacFUSE y una arquitectura plug-in; estos incluyen FTP y los binarios de SSHFS a partir del proyecto MacFUSE.
El administrador puede establecer una cuenta cerrada en el servidor, para proveer mayor seguridad (ver enlaces externos), el cliente ve solamente una parte limitada del sistema de archivos.

## Ejemplo de uso

### Requerimientos
- La máquina remota a la cual nos conectamos debe tener el demonio ssh corriendo
- Autenticación exitosa con la máquina remota

| Darwin                       | Mac OS X: cualquiera                    | otros sistemas                                                      |
| ---------------------------- | --------------------------------------- | ------------------------------------------------------------------- |
| sshfs para Darwin (Mac OS X) | MacFUSE + MacFusion (GUI, supported)    | FUSE kernel module + SSHFS herramientas instaladas en el host local |
|                              | MacFUSE + binario sshfs-static          |                                                                     |
|                              | MacFUSE + sshfs.app (GUI, no soportado) |                                                                     |
|                              | Secure Remote Disk                      |                                                                     |
|                              | sshfs para Darwin (Mac OS X)            |                                                                     |

### Como usar la línea de órdenes (no todas las órdenes son válidas en todos los sistemas)
Si tienes el usuario remoto en la máquina hostremoto y quieres montar, por ejemplo, /proyectos/red en tu directorio local /home/miusuario/proyectos/red, la orden para montar es la siguiente:
```
sshfs remoto@hostremoto:/proyectos/red /home/miusuario/proyectos/red
```

Para desmontar usar la orden local:
```
fusermount -u /home/miusuario/proyectos/red
```